# Norberto Crivelli
Norberto Crivelli (* 1. November 1943 in Sorengo) ist ein Schweizer Politiker (PdA).

## Biografie
Norberto Crivelli wurde 1943 in Sorengo bei Lugano geboren. Nach seiner Schulzeit in Locarno und einem Jahr als Primarlehrer schrieb er sich an der naturwissenschaftlichen Fakultät der Universität Genf ein, wo er sein Lizenziat und 1976 sein Doktorat in geologischen und mineralogischen Wissenschaften erwarb. Nach dem Studium kehrte er in den Kanton Tessin zurück und unterrichtete zunächst an der Scuola Magistrale und dann bis zu seiner Pensionierung an der Scuola Cantonale di Commercio in Bellinzona.
In seiner Jugend trat er in die Politik ein, indem er sich den Studentenbewegungen an der Universität Genf anschloss und der Unabhängigen Sozialistischen Partei beitrat, die er in den 1980er Jahren verliess und zur Partei der Arbeit wechselte. In der PdA nahm er verschiedene Führungspositionen an, so wurde er 2007 Mitglied der nationalen Führung der PdA (Partito Operaio e Popolare (POP) im Kanton Tessin) und wurde 2009 Präsident, nachdem er von 1987 bis 1994 Sekretär war. Von 1981 bis 1984 war er Gemeinderat in Lugano und ab 1992 Gemeinderat in Sorengo, wo er bei den Gemeindewahlen 2012 mit 181 Stimmen bestätigt wurde. 2011 kandidierte er für die Bewegung für den Sozialismus/Kommunistische Partei für den Grossen Rat des Tessins, wurde aber nicht gewählt.
2007 wurde er Mitglied des Exekutivbüros der Partei der Europäischen Linken. Im Jahr 2011 schloss er sich dem Aufruf der Partei der italienischen Kommunisten gegen die militärische Intervention in Libyen an.